# Adam Taaso
Adam Mallane Taaso war Bischof der anglikanischen Diözese Lesotho von 2008 bis 2020. Er war in innerkirchliche Konflikte verwickelt und trat nach einem Schlaganfall 2020 zurück.

## Leben
Taaso erhielt seine Ausbildung an der National University of Lesotho. Seit 1993 arbeitete er selbstfinanziert als Priester in der Diözese Lesotho und als Lehrer. 2008 wurde er zum Bishop of Lesotho ernannt.
2016 kam es zu einem Finanzskandal und zu einer „Revolte“ von sechs Priestern. Ursprünglich wollte er seine Amtszeit bis 2023 verlängern lassen, aber ein Schlaganfall 2019 zwang ihn dazu 2020 in Ruhestand zu gehen.

## Familie
Am 17. März 1977 heiratet er seine Frau Matsepo. Mit ihr hat er vier Kinder und vier Enkel.

## Werke
- Seponono, Gedichte in Sesotho.